# Richard Uhden
Richard Otto August Uhden (* 1. April 1900 in Braunschweig; † 1. August 1939 ebenda) war ein deutscher Geograph und Historiker, der sich mit der Geschichte der Kartografie befasste.

## Leben
Uhden war ein Sohn des Oberpostassistenten Wilhelm Uhden. Er besuchte zunächst von 1910 bis 1917 das Realgymnasium in Braunschweig und begann anschließend eine Ausbildung in einer Apotheke, die er nach einem halben Jahr abbrach. Im Frühsommer 1918 wurde er zum Heeresdienst einberufen und kam in das Ersatz-Bataillon des Braunschweigischen Infanterie-Regiments Nr. 92, wurde jedoch nicht im Krieg eingesetzt. Im Frühjahr 1919 trat er in das Freikorps von Georg Maercker ein und nahm an den Kämpfen in Erfurt, Halle und Leipzig teil. Er hatte sich entschieden Geschichte und Geographie zu studieren und nahm 1920 an einem Kriegsteilnehmerkurs teil den er im Februar 1921 mit der Kriegsreifeprüfung abschloss.
Von Ostern 1921 bis zum Sommer 1926 studierte er Geographie, Geologie, Geschichte, Germanistik und Philosophie in Braunschweig, Göttingen, Greifswald, Leipzig und Würzburg. Er legte sich, nach seiner Bekanntschaft mit Ewald Banse, bald auf das Studium der Geografie fest. Er war 1925 als Mitarbeiter für den 138. Band für Westermanns Monatshefte tätig und verfasste einen Beitrag über Banse. Als erste Schrift veröffentlichte er Ende 1924 Erdteile und Kulturen. Nach der Promotion am 31. Januar 1927 zum Dr. phil. an der Universität Greifswald und der Habilitation 1930 an der Carolo-Wilhelmina zu Braunschweig war er dort Privatdozent.
Finanziell unterstützt durch seinen Vater unternahm er eine Reise ins Morgenland und hielt sich von April bis November 1927 in Assuan in Ägypten auf. Über seine Erlebnisse dort berichtete er für Petermanns Geographische Mitteilungen in den Beiträgen Zur Geschichte des Kamels in Nordafrika (1929) und Reise von Debot in Unternubien nach den Oasen von Kurkur und Dungul (1930), sowie von seiner Reise nach Libyen und andere Beiträge.
1938 nahm er mit einem Beitrag zur „Echtheit der Weltkarte des Leonardo da Vinci“ am Internationalen Geographischer Kongress in Amsterdam teil. Er beschäftigte sich seit 1930 ausgiebig mit alten Weltkarten und verfasste 1931 für die Geographische Zeitschrift eine Abhandlung Zur Herkunft und Systematik mittelalterlicher Weltkarten. Für die Zeitschrift für Geomorphologie verfasste er einen Beitrag über Das Formenbild der ägyptischen Wüsten.

## Schriften (Auswahl)
- Erdteile und Kulturen. R. Voigtländers Verlag, Leipzig 1925.
- Beiträge zur Morphologie des Oderhaffgebietes. J. Abel, Greifswald 1927 (Dissertation, Greifswald).
- Völkertore. In: Grabowskys Weltpolitische Bücherei. Band 13, Berlin 1929.
- Morphologische Grundzüge der ägyptischen Wüsten. 1930 (Dissertation, Braunschweig).
- Die Behaimsche Erdkugel und die Nürnberger Globustechnik am Ende des 15. Jahrhunderts. (im Manuskript).
- Gervasius von Tilbury und die Ebstorfer Weltkarte. In: Jahrbuch der Geographischen Gesellschaft zu Hannover. 1930, S. 185–200 (Sonderdruck).
- Die antiken Grundlagen der mittelalterlichen Seekarten. In: Imago Mundi. 1, 1935, S. 1–20.
- Die Weltkarte des Isidorus von Sevilla. Und Die Weltkarte des Martianus Capella. In: Mnemosyne 3. Serie, Brill, Leiden 1936, S. 1–28 und S. 97–124.
- Die Echtheit der Weltkarte des Leonardo da Vinci. In: Comptes rendus du Congrès international de géographie Amsterdam. Band 2, Teil 4,  E. J. Brill, Leiden 1938, S. 48–54.